# Großösterreich

Das skizzierte Großösterreich (Deutschland und ganz Österreich, hier in grün) hätte rund siebzig Millionen Einwohner gehabt

In den Jahren 1849 bis 1851 schlug Österreich wiederholt vor, dass alle habsburgisch beherrschten Gebiete einem deutschen Staatenbund beitreten sollten. Große Gebiete der habsburgischen Länder in Ostmitteleuropa (wie Ungarn und Norditalien) gehörten nicht zum bisherigen deutschen Staatenbund, dem Deutschen Bund. Die entsprechenden Pläne erhielten Namen wie Großösterreich, Siebzig-Millionen-Reich oder, nach den Vorschlagenden, Schwarzenberg-Plan bzw. Schwarzenberg-Bruck-Plan.
Eine wichtige Initiative in diese Richtung war der Plan des österreichischen Regierungschefs Felix zu Schwarzenberg vom 9. März 1849. Der Beitritt von Ungarn und Norditalien hätte die österreichische Vorherrschaft in Deutschland erheblich gefestigt. In eine ähnliche Richtung gingen die Überlegungen seines Handelsministers Karl Ludwig von Bruck vom Oktober 1849: Er entwarf die Umrisse einer entsprechenden Zollunion mit Weltmacht-Ambitionen.
Die Pläne der Jahre 1849 und 1850 sind teils als echte Angebote und teils als Propaganda in der damaligen deutschlandpolitischen Auseinandersetzung zu verstehen. Österreich lehnte das von der Frankfurter Nationalversammlung getragene Deutsche Reich ab, weil es zu liberal war und weil Österreich nicht mit allen Gebieten beitreten durfte. Es wandte sich ebenso gegen den preußischen Versuch 1849/1850, einen konservativeren Bundesstaat (Erfurter Union) zu gründen. Diese Union hätte entweder die meisten nichtösterreichischen deutschen Staaten oder zumindest viele dieser Staaten vereint.
Weder Preußen noch Österreich konnten sich mit ihren Plänen durchsetzen: Die Mittelstaaten wie Bayern und Hannover hatten Angst vor einem Bundesstaat ohne Österreich, in dem Preußen die Vormacht gewesen wäre, aber ebenso Angst vor einem Großösterreich als reinem Staatenbund, in dem Österreich dominiert hätte. So wurde im Sommer 1851 der alte Deutsche Bund wiederhergestellt.

## Ausgangslage

Einwohner im Deutschen Bund 1848, nach Einzelstaaten
Verteilung der Einwohner in einem „Großösterreich“
Entwicklungen in Deutschland März bis Mai 1849

Seit 1815 waren die deutschen Staaten durch einen Staatenbund vereint, den Deutschen Bund. Seine Aufgabe lag vor allem darin, bei Angriffen von außen für eine gemeinsame Verteidigung zu sorgen. Außerdem nutzten die konservativen Mächte ihn dazu, Bestrebungen zu bekämpfen, die aus Deutschland einen liberalen Bundesstaat (mit Parlament und Regierung) machen wollten. Zu den Besonderheiten des Deutschen Bundes gehörte es, dass die Großmächte Österreich und Preußen nicht mit ihrem jeweils ganzen Staatsgebiet dem Bund angehörten. Das preußische Gebiet außerhalb des Bundesgebietes, die damaligen Provinzen Preußen (später Ost- und Westpreußen) und Posen, war eher von geringer Bedeutung. Dort lebten vergleichsweise wenig Einwohner, und die meisten von ihnen sprachen Deutsch. Darum gehörten diese Provinzen 1848–1851 sogar zum Bund.
Anders sah es mit den österreichischen Landesteilen außerhalb des Bundes aus. Das „nichtdeutsche“ Österreich, also das nicht bundeszugehörige, übertraf das „deutsche“ Österreich an Einwohnerzahl bei weitem: Innerhalb des österreichischen Bundesgebietes lebten 12 Millionen Menschen, darunter auch viele Tschechen, aber ca. 26 Millionen außerhalb. Diese außerösterreichischen Gebiete waren in erster Linie Norditalien (Lombardo-Venetien) und das Königreich Ungarn (nicht nur das heutige ethnische Ungarn). Österreichs Bedeutung innerhalb Deutschlands und als europäische Großmacht beruhte auf der Gesamtmasse dieses Staatsgebietes. Darin lieferten die Deutschen zwar die Führungsschicht, sie waren aber zahlenmäßig in der Minderheit.
Die Frankfurter Nationalversammlung von 1848/1849, ein demokratisch gewähltes Parlament des Bundesgebietes, wollte aus Deutschland einen Bundesstaat machen, ein Deutsches Reich. Dabei lagen verschiedene Konzepte vor. Ursprünglich wünschten sich fast alle Abgeordneten, dass das Gebiet des neuen Reiches aus dem bisherigen Bundesgebiet bestand (großdeutsche Lösung, also mit dem bundeszugehörigen Österreich wie bisher).
Allerdings forderte die Nationalversammlung, spätestens mit einem Beschluss vom 27. Oktober 1848, dass nichtdeutsche Gebiete von deutschen zu trennen waren (§§ 2 und 3 der künftigen Reichsverfassung). Die vielen nichtdeutschen Nationalitäten wurden als Hemmnis für das Funktionieren eines Nationalstaates angesehen (etwa im Parlament). Der österreichische Kaiser hätte also nur noch in Personalunion Herrscher seiner unterschiedlichen Länder sein können. Österreich hätte mit einem Zerfall seines Reiches rechnen müssen, da die bloße Personalunion die Länder wohl nicht hätte zusammenhalten können. Die Deutschsprachigen hätten folglich weniger Einfluss in Mitteleuropa gehabt.
Österreich lehnte die Nationalversammlung aggressiv ab. So gewann dort die kleindeutsche Lösung an Anhängern. Demnach sollte der Bundesstaat aus dem Bundesgebiet außer Österreich bestehen. Der Liberale Heinrich von Gagern, ein maßgeblicher Politiker der Nationalversammlung, schlug einen Doppelbund vor: Der Bundesstaat, ein „engerer Bund“, sollte mit ganz Österreich über einen Staatenbund (einen „weiteren Bund“) verknüpft sein. Als Nachteil sah man durchaus, dass durch die kleindeutsche Lösung Preußen eine dominierende Rolle im neuen Bundesstaat gespielt hätte. Vor allem Süddeutsche, Konservative und Katholiken lehnten es ab, Österreich aus Deutschland zu drängen.

## Geschichte der Großösterreich-Pläne

### Schwarzenberg-Plan, März 1849

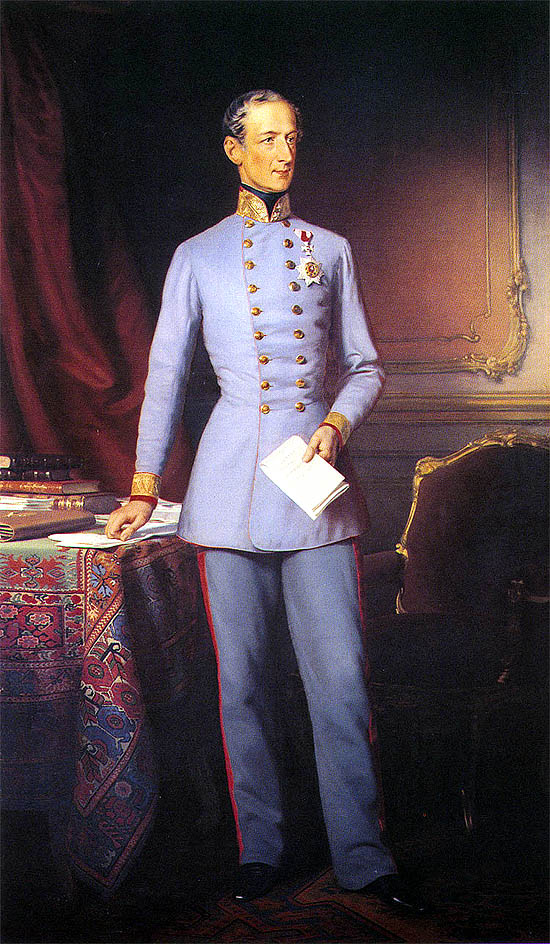
Felix zu Schwarzenberg, österreichischer Ministerpräsident

Das konservative Österreich war seit der Gegenrevolution in Wien (Oktober 1848) wieder gestärkt. Allerdings dauerte es noch bis in den Sommer 1849, bis es die Aufstände in Ungarn niedergeschlagen hatte. Österreich war noch nicht voll handlungsfähig, als im Frühjahr 1849 die kleindeutsche Richtung langsam eine Mehrheit in der Nationalversammlung erhielt. Es wäre für Österreich vor allem wichtig gewesen, einen anziehenden Gegenplan vorzustellen, um die öffentliche Meinung in Deutschland für sich zu gewinnen.
Auf dem Kremsierer Reichstag hatte Österreichs Ministerpräsident Schwarzenberg, am 27. November 1848, die Frankfurter Beschlüsse vom 27. Oktober rundweg abgelehnt. Österreich solle nicht zerrissen werden, stattdessen müssten die "gegenseitigen Beziehungen" zwischen dem "verjüngte[n]" Deutschland und dem "verjüngte[n] Österreich" noch bestimmt werden. Konkreter wurde er Anfang März 1849 mit einem Angebot für die deutsche Frage. Zeitgleich erhielt Österreich eine oktroyierte Verfassung, die seine staatliche Einheit betonte.
Laut diesem Schwarzenberg- oder Großösterreich-Plan sollten die Gebiete Österreichs und Preußens, die noch nicht dem Deutschen Bund angehörten, diesem beitreten. Somit hätte das gesamte Kaisertum Österreich unter dem Schutz des Bundes gestanden und hätte einen mitteleuropäischen Staatenblock geführt, der Österreichs Rolle als Großmacht stärkte. Der erneuerte Bund hätte ein Direktorium (Exekutive) mit drei österreichischen und drei preußischen sowie einem bayerischen Mitglied gehabt. In einem Staatenhaus sollten Delegierte der Parlamente der Einzelstaaten vertreten sein. Großösterreich mit seinen rund siebzig Millionen Einwohnern wäre somit das mit Abstand bevölkerungsreichste Land in Europa geworden. Europa hatte 1850 geschätzt nur etwa 195 Millionen Einwohner, davon lebten 39 Millionen in Russland, 29,3 Millionen in Frankreich und 16,6 Millionen in England bzw. rund 27 Millionen im Vereinigten Königreich.
Schwarzenberg war also widerwillig dem Zeitgeist entgegen gekommen, denn eigentlich lehnte er eine deutsche Volksvertretung ab, auch in der schwachen Form von Delegierten der Parlamente. Hauptziel war die Bundeszugehörigkeit Norditaliens und Ungarns, um Österreichs Macht dort innenpolitisch und außenpolitisch zu festigen. Das machte den Plan naturgemäß unattraktiv für die Deutschen außerhalb Österreichs, die nicht in die österreichischen Nationalitätenkonflikte verwickelt werden wollten.
Manfred Luchterhand zufolge überlegte Österreich, sich den Beitritt ganz Österreichs zum Bunde dadurch zu erkaufen, dass es Integrationsfortschritte zugestand, so wie die Staaten in Kleindeutschland es verlangten. Ein Direktorium als Exekutive wäre durchaus effektiver als der alte, größere Bundestag gewesen. Schwarzenbergs Version des Doppelbundes gestand auch zu, dass die „rein deutschen“ Staaten sich zu einem engeren Staatenbund zusammenschließen durften. Der wichtigere, verfassungsrechtliche Rahmen sollte aber der weitere Staatenbund mit Österreich sein. Der Gagernsche Doppelbund, also eine „bipolare Union, die allein aus einem preußisch geführten ‚Deutschen Reich‘ und Österreich bestand, war dagegen nicht akzeptabel.“

### Österreich und Preußens Unionspolitik, seit Mai 1849
Der Schwarzenberg-Plan entzog den Großdeutschen in der Nationalversammlung den Boden. Am 28. März 1849 stimmte eine Mehrheit der Nationalversammlung für die deutsche Reichsverfassung. Die Verfassung sah theoretisch den Beitritt Österreichs vor, doch die Trennungsparagraphen 2 und 3 machten dies aus Sicht der österreichischen Führung unmöglich. Einen Tag darauf wählte die Nationalversammlung den preußischen König zum deutschen Kaiser.
Für Österreich war es ein Glück, dass König Friedrich Wilhelm IV. von Preußen die Verfassung und die Kaiserkrone im April 1849 ablehnte. Doch Schwarzenberg vertraute zu sehr auf die Hochkonservativen in der preußischen Führung. Er glaubte, die Preußen würden auf die Ideen der Nationalbewegung allein aus taktischen Gründen eingehen. Tatsächlich aber war für Preußen ein Bundesstaat durchaus interessant: Damit hätte es die preußische Macht im kleindeutschen Raum ausgebaut, anstatt mit Österreich gegen Revolution und Nationalstaat zu kämpfen. Denn die Zusammenarbeit mit Österreich hätte bedeutet, dass Preußen sich Österreich unterordnen musste. Gegen dieses Spiel von Preußen mit der Nationalbewegung konnte Schwarzenberg zunächst nichts ausrichten.
Preußen schloss im Mai 1849 das Dreikönigsbündnis mit Hannover und Sachsen und legte damit den Grundstein für die sogenannte Erfurter Union: Dies war die preußische Variante des Gagernschen Doppelbundes von kleindeutschem Bundesstaat und kleindeutsch-österreichischem (großösterreichischem) Staatenbund. Die Erfurter Unionsverfassung war konservativer als die liberale Frankfurter Reichsverfassung, und die Interessen der Mittelstaaten wie Hannover und Sachsen sollten besser berücksichtigt werden. Mit den (rechten) Liberalen und der nationalen Öffentlichkeit wollte Preußen dabei durchaus zusammenarbeiten.
Schwarzenberg zufolge wäre Österreich in einem solchen Doppelbunde Juniorpartner eines Großpreußen geworden. Zwar fielen Hannover und Sachsen im Herbst 1849 de facto vom Unionsprojekt ab, doch Preußen wollte mit den mittel- und norddeutschen Kleinstaaten seinen Kurs fortsetzen. Im Sinne einer Containment-Politik bot Schwarzenberg Bayern aus taktischen Gründen eine trialistische Lösung an, also eine, die aus drei Partnern bestanden hätte: Norddeutschland, Österreich und dazu noch ein süddeutscher Block. So sollten der preußischen Unionspolitik Grenzen gesetzt werden. Als aber Bayern die Verfassungsvorschläge konkretisieren wollte, musste es feststellen, dass Österreich zwar die Union verhindern wollte, aber sich immer noch gegen eine allgemeine Volksvertretung für Deutschland sperrte. Eine weitere Idee Österreichs im Verlauf des Jahres 1849 sah wieder einen Dreibund vor: mit Österreich, mit einem um norddeutsche Kleinstaaten vergrößerten Preußen, und mit einem Verein der übrigen Staaten (wie Hannover und Bayern).
- „Karte des österreichischen Staat's“ in einem Atlas 1848

Deutschlandkonzepte: Begriffe
Deutschlandkonzepte: Pläne und Verfassungen
Deutsche Herbstkrise 1850, mit den Staaten der Erfurter Union in gelb

### Bruck-Plan, Oktober 1849

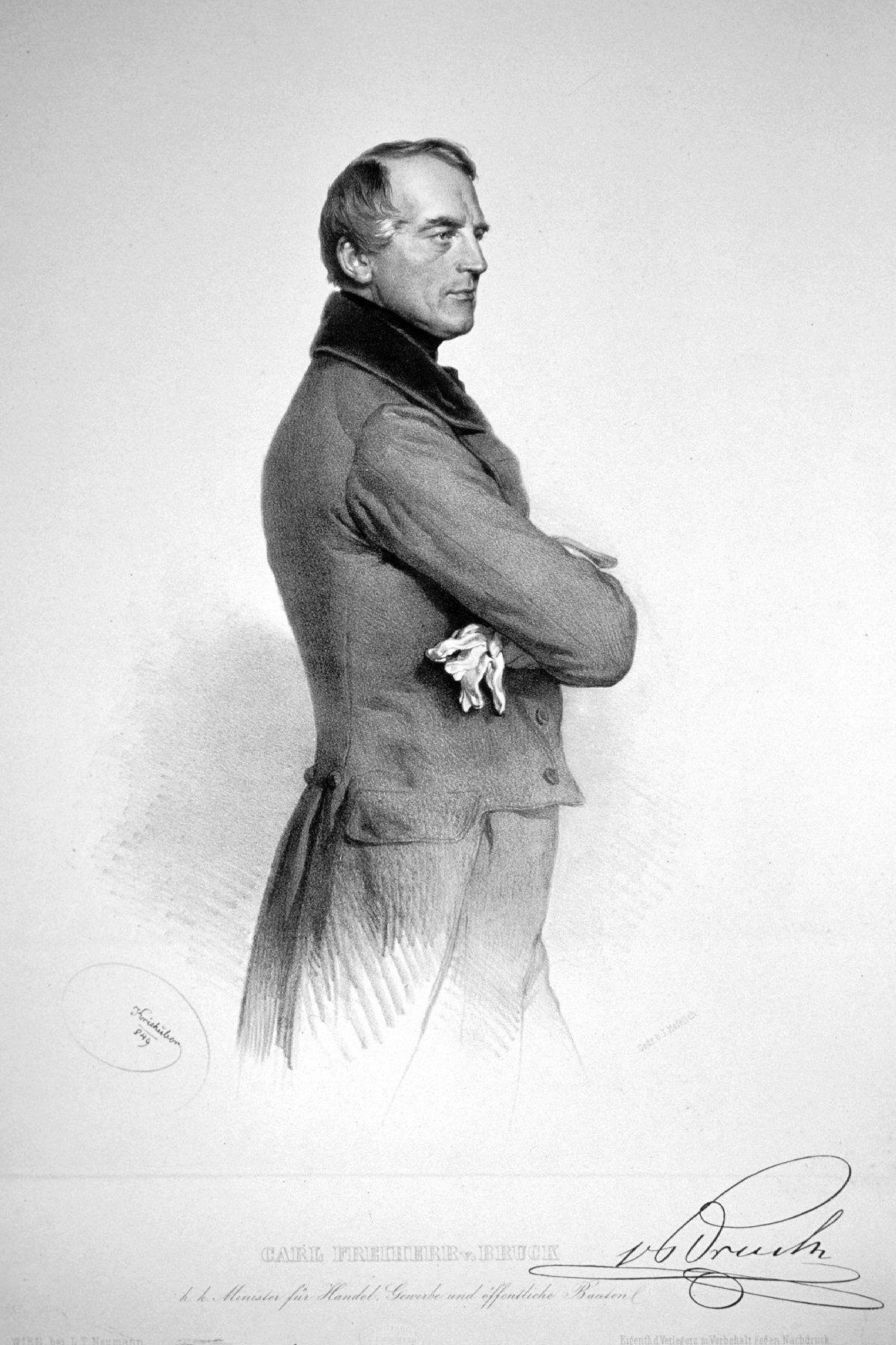
Josef Kriehuber: Karl Ludwig Freiherr von Bruck, Lithographie 1849

Österreichs Handelsminister Karl Ludwig von Bruck ergänzte am 26. Oktober 1849 den Schwarzenberg-Plan um eine österreichisch-deutsche Handelsunion. In Tradition der Gedanken von Friedrich List stellte Bruck sich einen großen Wirtschaftsraum in Mitteleuropa unter deutscher Vorherrschaft vor. Die Zollschranken um diesen Raum hätten ihn freihändlerisch nach innen, aber protektionistisch nach außen gemacht. Dies sollte die österreichische Außenpolitik für die deutsche Nationalbewegung und die anderen Staaten attraktiver machen: wirtschaftlich untermauert und gegen die Briten ausgerichtet.
Der Bruck-Plan wurde in der amtlichen Wiener Zeitung veröffentlicht und war mit seinen „imperialen Zukunftsphantasien“ von einer „Weltmacht Deutschland“ (Manfred Luchterhand) höchst bemerkenswert. Der prodeutsche, nationalistische (nicht nationalstaatliche) Ton konnte die Nationalbewegung ansprechen und kam vor allem in Süddeutschland gut an, wo man auf Schutzzölle vertraute. Es sah jetzt so aus, als wenn nicht nur Preußen, sondern auch Österreich nicht mehr als konservative Macht gemeinsam gegen Revolution und Nationalstaat zusammenarbeiten wollte. Allerdings sollte es sich immer noch um einen Staatenbund handeln, nicht um einen Bundesstaat oder Nationalstaat. Daher ist es irreführend, dass dieser Plan auch als „Siebzig-Millionen-Reich“ bezeichnet wurde. Die meisten Beobachter hielten den Plan für einen Rückschritt.

### Vierkönigsbündnis, Februar 1850
Am 27. Februar 1850 schlossen die vier Königreiche Bayern, Württemberg, Hannover und Sachsen in München das Vierkönigsbündnis. Der eigentliche Initiator hinter den Kulissen war Österreich, das dem Bündnis allerdings zunächst nicht beitrat. Dieser Verfassungsplan entsprach weitgehend den Plänen Schwarzenbergs und Brucks für ein Siebzig-Millionen-Großösterreich mit Zoll- und Handelsunion. Ganz Deutschland und ganz Österreich sollten einem Bund mit Direktorium angehören. Im Direktorium waren die sieben größten deutschen Staaten vertreten, und dazu hätte es ein Nationalparlament geben sollen: hundert Mitglieder aus Österreich, hundert aus Preußen und hundert aus den übrigen Staaten. Das Parlament wäre indirekt gewählt worden (von den Parlamenten der Einzelstaaten) und nur alle drei Jahre zusammengetreten. Das war für Schwarzenberg bereits ein schwer erträgliches Zugeständnis.
In der preußischen Regierung waren die Hochkonservativen wie Otto Theodor von Manteuffel bereit, auf den Plan einzugehen. Eine gewisse Machterweiterung in Norddeutschland hatte Schwarzenberg den Preußen in Aussicht gestellt. Der Nationalkonservative Joseph von Radowitz, Berater des preußischen Königs und Vordenker der Unionspolitik, war hingegen ehrlich an einer deutschen Einheit interessiert. Selbst vor einem militärischen Konflikt mit Österreich wäre er nicht zurückgeschreckt.
Doch auch Österreich und die vier Königreiche distanzierten sich schon bald vom Plan des Vierkönigsbündnisses. Schwarzenberg nannte ihn vertraulich ein unsinniges bayerisches Projekt; der hannoversche Minister Johann Carl Bertram Stüve gab die Meinung der Königreiche wieder, dass die vorgeschlagene Nationalvertretung eine Halbherzigkeit ohne materiellen Gehalt gewesen wäre. Als erster ging er so weit, eine Rückkehr zum Deutschen Bund zu empfehlen. Die Mittelstaaten wollten schließlich weder Verfügungsmasse Österreichs noch Preußens sein.

### Programm der Sechs Punkte, Sommer 1850
Das preußische Unionsprojekt hätte im Mai 1850 zur eigentlichen Staatsgründung führen können, nachdem das Erfurter Unionsparlament den Verfassungsentwurf angenommen hatte. Das Interesse des preußischen Königs war aber inzwischen abgeklungen, auch, weil die Unionsverfassung ihm noch zu liberal war. Zu seiner Verzögerungstaktik kam hinzu, dass im Sommer 1850 nur zwölf der einst 26 Unionsstaaten den Bundesstaat sofort realisieren wollten.
Ebenfalls im Sommer 1850 machte Schwarzenberg dem preußischen Botschafter in Wien einen Vorschlag mit sechs Punkten. In dieser Version des Doppelbundes bot er an, dass Österreich und Preußen gleichberechtigt und gemeinsam und ohne die anderen Staaten eine starke Zentralgewalt in Deutschland ausüben. Dieser Bund nähme die nichtdeutschen Gebiete Österreichs auf und hätte so siebzig Millionen Einwohner, allerdings ohne Volksvertretung. Hinzu käme eine Zollunion. Preußen dürfe sogar einen engeren Bund mit dazu willigen Staaten bilden, der aber nicht in ein Deutsches Reich münden solle.
Am 8. Juli konkretisierte Schwarzenberg, dass der engere Bund kein direkt gewähltes Parlament, sondern nur ein Gremium von Abgeordneten der einzelnen Landtage hätten haben dürfen. Der engere Bund dürfe auch nicht mehr Mitglieder aufnehmen als die bisherige Erfurter Union, und Preußen hätte anerkennen müssen, dass die Erfurter Unionsverfassung unausführbar sei. Im preußischen Kabinett war Manteuffel dann für eine Annahme der Punkte, die Kabinettskollegen und Radowitz lehnten sie ab. Trotz der momentanen Machterweiterung Preußens hätte man auf einen Nationalstaat verzichten müssen. Die Entscheidung fiel am 17. Juli 1850.

## Rückkehr zum Bund und Ausblick
Der Konflikt zwischen Österreich und Preußen spitzte sich im Herbst 1850 zu. Unter russischem Druck musste Preußen die Unionspolitik ganz aufgeben, was in der Olmützer Punktation mit Österreich vom 29. November 1850 besiegelt wurde. In Olmütz hatte Preußen aber unter anderem eine Ministerialkonferenz in Dresden ausgehandelt. Dort bemühte Österreich sich immer noch um einen Gesamtbeitritt zum Bund, während Preußen auf einen engeren Bund in Norddeutschland hoffte. Letztlich zerstritten beide Großmächte sich allerdings an der Frage des Vorsitzes im Bund: Preußen hatte erfolglos gefordert, gleichberechtigt mit Österreich den Vorsitz innezuhaben.
So wurde im Sommer 1851 der alte Deutsche Bund ohne wesentliche Änderungen eingerichtet. Die konservativen Großmächte arbeiteten wieder zusammen, um die Liberalen und die Nationalbewegung zu bekämpfen, etwa über den Bundesreaktionsbeschluss vom 23. August 1851. Die anhaltende Rivalität flammte aber schon in den 1850er-Jahren auf. In den 1860er-Jahren standen sich Österreich, Preußen und die übrigen Staaten wieder mit ähnlichen Meinungsverschiedenheiten über eine deutsche Einheit gegenüber.
Nach einem Krieg zwischen Preußen und den meisten anderen Staaten wurde der Deutsche Bund 1866 aufgelöst. In den folgenden Jahren entstand das Deutsche Kaiserreich unter preußischer Führung, das 1879 mit Österreich einen Zweibund bildete. Dieses militärische Zweckbündnis ist dasjenige Gebilde der deutsch-österreichischen Geschichte, das dem Großösterreich-Plan Schwarzenbergs, aber auch dem Gagernschen Doppelbund, noch am ehesten entsprach.

## Belege
1. ↑  Ernst Rudolf Huber: Deutsche Verfassungsgeschichte seit 1789. Band 2: Der Kampf um Einheit und Freiheit 1830 bis 1850. 3., wesentlich überarbeitete Auflage. Kohlhammer, Stuttgart u. a. 1988, ISBN 3-17-009741-5, S. 796–798.
2. ↑  Ernst Rudolf Huber: Deutsche Verfassungsgeschichte seit 1789. Band 2: Der Kampf um Einheit und Freiheit 1830 bis 1850. 3., wesentlich überarbeitete Auflage. Kohlhammer, Stuttgart u. a. 1988, ISBN 3-17-009741-5, S. 799.
3. ↑  Jürgen Angelow: Der Deutsche Bund. Wissenschaftliche Buchgesellschaft, Darmstadt 2003, ISBN 3-534-15152-6, S. 93.
4. ↑  Massimo Livi Bacci: Europa und seine Menschen. Eine Bevölkerungsgeschichte. Beck, München 1999, ISBN 3-406-44700-7, S. 18–19.
5. ↑  UK Population Estimates 1851 to 2016 – Office for National Statistics. Abgerufen am 10. Juli 2017.
6. ↑  Manfred Luchterhandt: Österreich-Ungarn und die preußische Unionspolitik 1848–1851. In: Gunther Mai (Hrsg.): Die Erfurter Union und das Erfurter Unionsparlament 1850. 2000, S. 81–110, hier S. 86–87.
7. ↑  Manfred Luchterhandt: Österreich-Ungarn und die preußische Unionspolitik 1848–1851. In: Gunther Mai (Hrsg.): Die Erfurter Union und das Erfurter Unionsparlament 1850. 2000, S. 81–110, hier S. 88–89.
8. ↑  Manfred Luchterhandt: Österreich-Ungarn und die preußische Unionspolitik 1848–1851. In: Gunther Mai (Hrsg.): Die Erfurter Union und das Erfurter Unionsparlament 1850. 2000, S. 81–110, hier S. 90–92.
9. ↑  Manfred Luchterhandt: Österreich-Ungarn und die preußische Unionspolitik 1848–1851. In: Gunther Mai (Hrsg.): Die Erfurter Union und das Erfurter Unionsparlament 1850. 2000, S. 81–110, hier S. 93–95.
10. ↑  Jürgen Angelow: Der Deutsche Bund. Wissenschaftliche Buchgesellschaft, Darmstadt 2003, ISBN 3-534-15152-6, S. 93–94.
11. ↑  Manfred Luchterhandt: Österreich-Ungarn und die preußische Unionspolitik 1848–1851. In: Gunther Mai (Hrsg.): Die Erfurter Union und das Erfurter Unionsparlament 1850. 2000, S. 81–110, hier S. 97–100.
12. ↑  Ernst Rudolf Huber: Deutsche Verfassungsgeschichte seit 1789. Band 2: Der Kampf um Einheit und Freiheit 1830 bis 1850. 3., wesentlich überarbeitete Auflage. Kohlhammer, Stuttgart u. a. 1988, ISBN 3-17-009741-5, S. 893–894.
13. ↑  Ernst Rudolf Huber: Deutsche Verfassungsgeschichte seit 1789. Band 2: Der Kampf um Einheit und Freiheit 1830 bis 1850. 3., wesentlich überarbeitete Auflage. Kohlhammer, Stuttgart u. a. 1988, ISBN 3-17-009741-5, S. 894–895.
14. ↑  Manfred Luchterhandt: Österreich-Ungarn und die preußische Unionspolitik 1848–1851. In: Gunther Mai (Hrsg.): Die Erfurter Union und das Erfurter Unionsparlament 1850. 2000, S. 81–110, hier S. 102–103.
15. ↑  Ernst Rudolf Huber: Deutsche Verfassungsgeschichte seit 1789. Band 2: Der Kampf um Einheit und Freiheit 1830 bis 1850. 3., wesentlich überarbeitete Auflage. Kohlhammer, Stuttgart u. a. 1988, ISBN 3-17-009741-5, S. 898–900.
16. ↑  Ernst Rudolf Huber: Deutsche Verfassungsgeschichte seit 1789. Band 2: Der Kampf um Einheit und Freiheit 1830 bis 1850. 3., wesentlich überarbeitete Auflage. Kohlhammer, Stuttgart u. a. 1988, ISBN 3-17-009741-5, S. 901.
17. ↑  Ernst Rudolf Huber: Deutsche Verfassungsgeschichte seit 1789. Band 2: Der Kampf um Einheit und Freiheit 1830 bis 1850. 3., wesentlich überarbeitete Auflage. Kohlhammer, Stuttgart u. a. 1988, ISBN 3-17-009741-5, S. 901–902.